# YBCO
L'òxid de bari coure i itri (en anglès: Yttrium Barium Copper Oxide, YBCO) és una família de compostos químics cristal·lins, famós per ser un dels materials superconductors d'alta temperatura. Inclou el primer material que fou descobert per ser superconductor per sobre del punt de nitrogen líquid (77 K) d'ebullició al voltant de 90 K. Té l'avantatge que es pot obtenir de forma barata i senzilla per mètodes químics i es pot dipositar com a capa fina formant cintes superconductores.
Forma part de la família de compostos ReBCO (Òxid de bari coure i terra rara) amb propietats superconductores similars.